# تاتسويا أسانوما
تاتسويا أسانوما (باليابانية: 浅沼 達也) (مواليد 13 يوليو 1970)، هو لاعب كرة قدم سابق كان يلعب كلاعب وسط.

## وصلات خارجية
- تاتسويا أسانوما على موقع رابطة كرة القدم اليابانية للمحترفين (اليابانية)